# Oestergaard Holding
Oestergaard Holding A/S eller Oestergaard A/S er en international dansk producent af maskiner og produktionslinjer til fremstilling af foder og fødevarer. Deres maskiner benyttes til fiskemel, biprodukter, frysetørring, fødevareproduktion, enzymer og slamtørring. Oestergaard har hovedkvarter i Strib på Fyn.  
Oestergaard-familien har over 50 års erfaring, den nuværende selskabsstruktur blev etableret i 2017. Oestergaard Holding er majoritetsejet af Claus Østergaard Nielsen. I Danmark har de ca. 200 ansatte.